# 上川町
上川町（日语：／ Kamikawa chō */?）是位於日本北海道上川綜合振興局東部的一個町。境內大雪高原溫泉秋天的紅葉相當有名，由於每年的紅葉季節旅客過多，還必須進行交通管制。 通往大雪山之一的大雪山登山口，有北海道屈指可數的溫泉街層雲峽溫泉。境內另有熊牧場，近年來也在大力推廣上川拉麵。
町名源自阿伊努語的「pen-i-un-kur-kotan」，意思為上游居民的村莊。

## 歷史
- 1924年1月1日：從愛別村（現在的愛別町）中分割獨立設置，成為北海道二級村。[3]
- 1952年9月1日：改制為上川町。

## 產業
上川町以畜牧業為主，主要飼養安格斯種肉牛，又稱為「大雪高原牛」。而當地利用大雪山山脈豐富的泉水養殖淡水魚也很受歡迎，特別是虹鱒的養殖，在層雲峽溫泉的住宿設施中用於甘露煮等土產的加工原料。此外，該地區還有大雪山國立公園等著名旅遊景點，各種旅遊業蓬勃發展。

## 交通

### 機場
- 旭川機場（位於東神樂町）

### 鐵路
- 北海道旅客鐵道
  - 石北本線：東雲車站 - 上川車站 - 天幕車站 -（中越號誌站）-（上越號誌站）

### 道路
| 高速道路 - 旭川紋別自動車道（國道450號）：上川層雲峽交流道 - 上川天幕出入口、浮島交流道 一般國道 - 國道39號 - 國道273號 - 國道333號 | 道道 - 北海道道223號愛山溪上川線 - 北海道道300號上川停車場線 - 北海道道640號中愛別上川線 - 北海道道849號日東東雲線 - 北海道道1162號銀泉台線 - 北海道道1171號上川層雲峽內部線 |

## 觀光景點

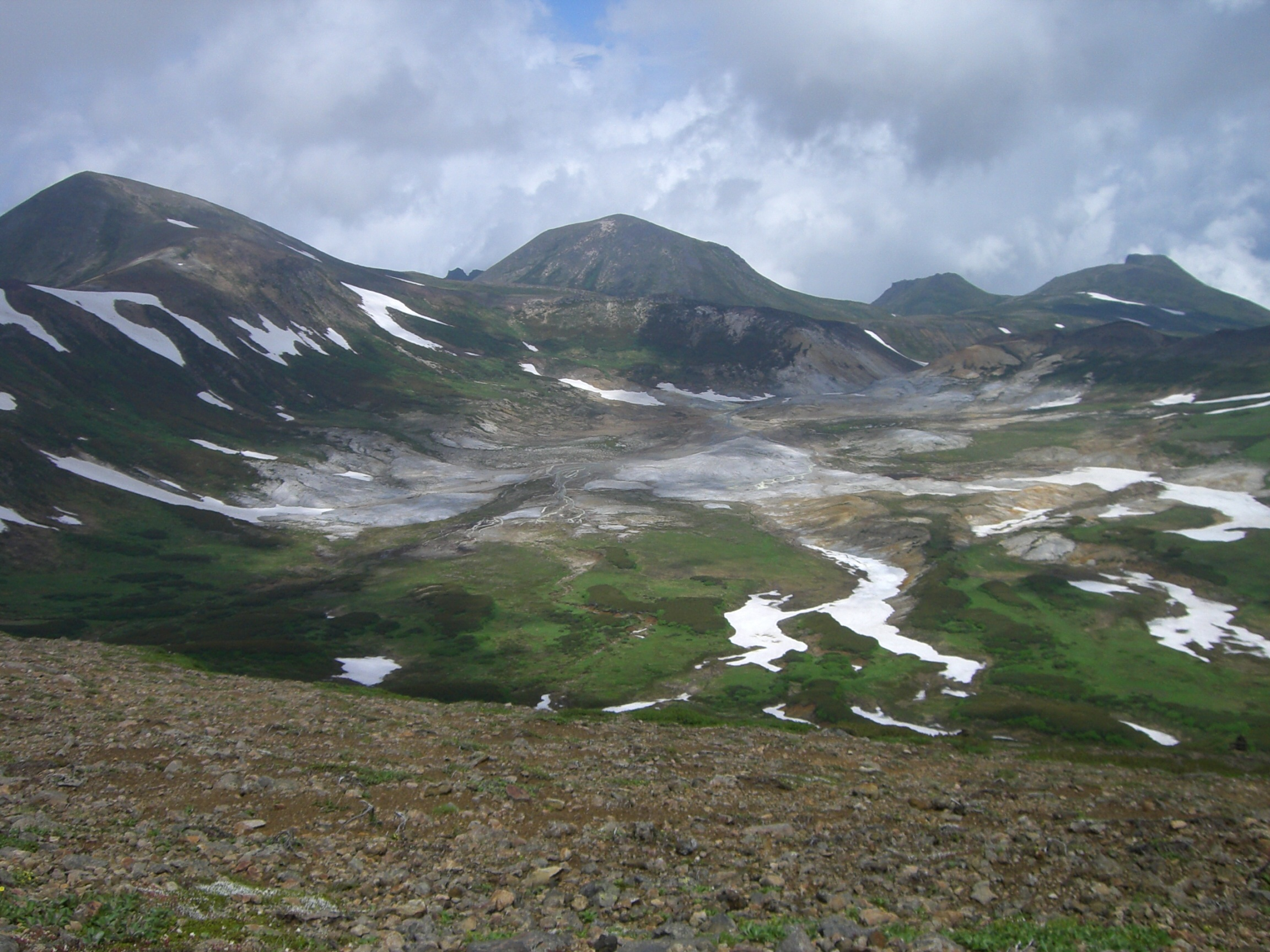
大雪山頂的御鉢平破火山口

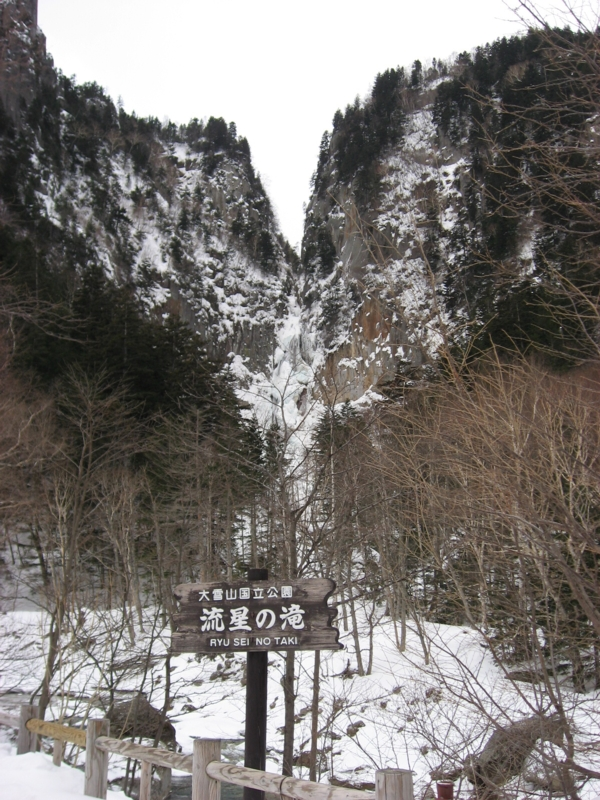
層雲峽的流星瀑布

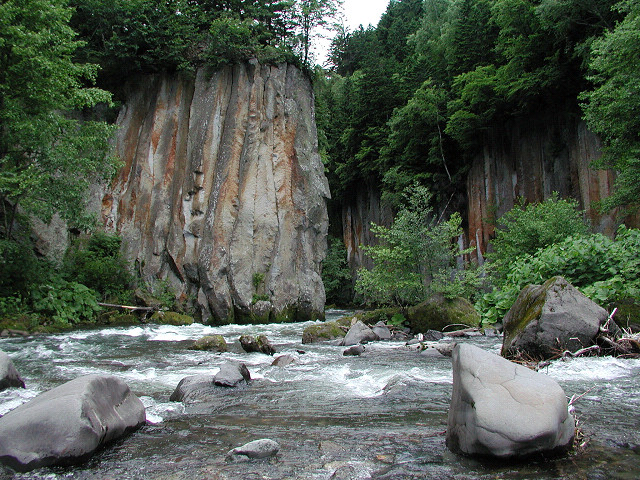
層雲峽的大函

### 景點
- 層雲峽
  - 層雲峽旅客中心
  - 銀河瀑布
  - 流星瀑布
- 層雲峽溫泉
- 大雪山國立公園
- 黑岳
- 大雪展望台
- 旭丘農業公園
- 浮島濕原
- 清川水芭蕉園
- 赤岳銀泉台
- 紅葉谷
- 冰展示館
- 熊牧場

### 祭典
- 層雲峽冰瀑節

## 教育

### 高等學校
- 道立北海道上川高等學校 （页面存档备份，存于）

### 中學校
- 上川町立上川中學校

### 小學校
| - 上川町立上川小學校 | - 上川町立層雲峽小學校 |

## 姊妹市・友好都市

### 海外
- 落基山庄（英语：Rocky Mountain House, Alberta）（加拿大 亞伯達省）

### 日本
- 上川村（新潟縣 東蒲原郡）：已於2005年4月1日併入阿賀町。

## 本地出身的名人
- 原田雅彥：滑雪跳躍選手，曾獲得1998年冬季奧林匹克運動會金牌。

## 外部連結
- （日語）層雲峽觀光協會
- （日語）第32屆層雲峽冰瀑節
- （中文）大雪山景點領航 （页面存档备份，存于）
- （日語）大雪山國立公園（页面存档备份，存于）（環境省北海道地方環境事務所）
- （日語）大雪山國立公園（環境省自然環境局）
- （日語）層雲峽旅客中心
- （日語）拉麵日本第一的町-上川町
- （日語）冰展示館
- （日語）上川町公民館圖書室
- （日語）上川町社會福祉協議會
- （日語）大雪漁業生產協會 （页面存档备份，存于）